# Traumalix dolo Cup
Der Traumalix dolo Cup ist ein Handball-Wettbewerb in Basel, der seit 2015 dreimal ausgetragen wurde.

## Cup Sieger
| Cup                   | Datum                 | Halle              | Cup Sieger               | Punkte (C) | Zweiter                      | Punkte (VC) | Dritter          | Punkte | Vierter                  | Punkte | Mannschaften |       |
| --------------------- | --------------------- | ------------------ | ------------------------ | ---------- | ---------------------------- | ----------- | ---------------- | ------ | ------------------------ | ------ | ------------ | ----- |
| 2015                  | 8. – 9. August 2015   | Sporthalle Rankhof | TSV St. Otmar St. Gallen | 8          | TSG Ludwigshafen-Friesenheim | 5           | HC Kriens-Luzern | 4      | Sélestat AHB             | 3      | 5            | [ 1 ] |
| 2016                  | 13. – 14. August 2016 | Sporthalle Rankhof | Rhein-Neckar Löwen       | 6          | HBW Balingen-Weilstetten     | 4           | RTV 1879 Basel   | 2      | TSV St. Otmar St. Gallen | 0      | 4            | [ 2 ] |
| Keine Austragung 2017 |                       |                    |                          |            |                              |             |                  |        |                          |        |              |       |
| 2018                  | 11. – 12. August 2018 | Sporthalle Rankhof | Rhein-Neckar Löwen       | 4          | Kadetten Schaffhausen        | 2           | HC Kriens-Luzern | 2      | RTV 1879 Basel           | 0      | 4            | [ 3 ] |

## Erfolgreichste Vereine
| Rang | Verein                       | Titel | Zweiter | Titeljahre |
| ---- | ---------------------------- | ----- | ------- | ---------- |
| 1.   | Rhein-Neckar Löwen           | 2     | 0       | 2016, 2018 |
| 2.   | TSV St. Otmar St. Gallen     | 1     | 0       | 2015       |
| 3.   | HBW Balingen-Weilstetten     | 0     | 1       |            |
| 3.   | Kadetten Schaffhausen        | 0     | 1       |            |
| 3.   | TSG Ludwigshafen-Friesenheim | 0     | 1       |            |